# Szent György-templom (Köln)

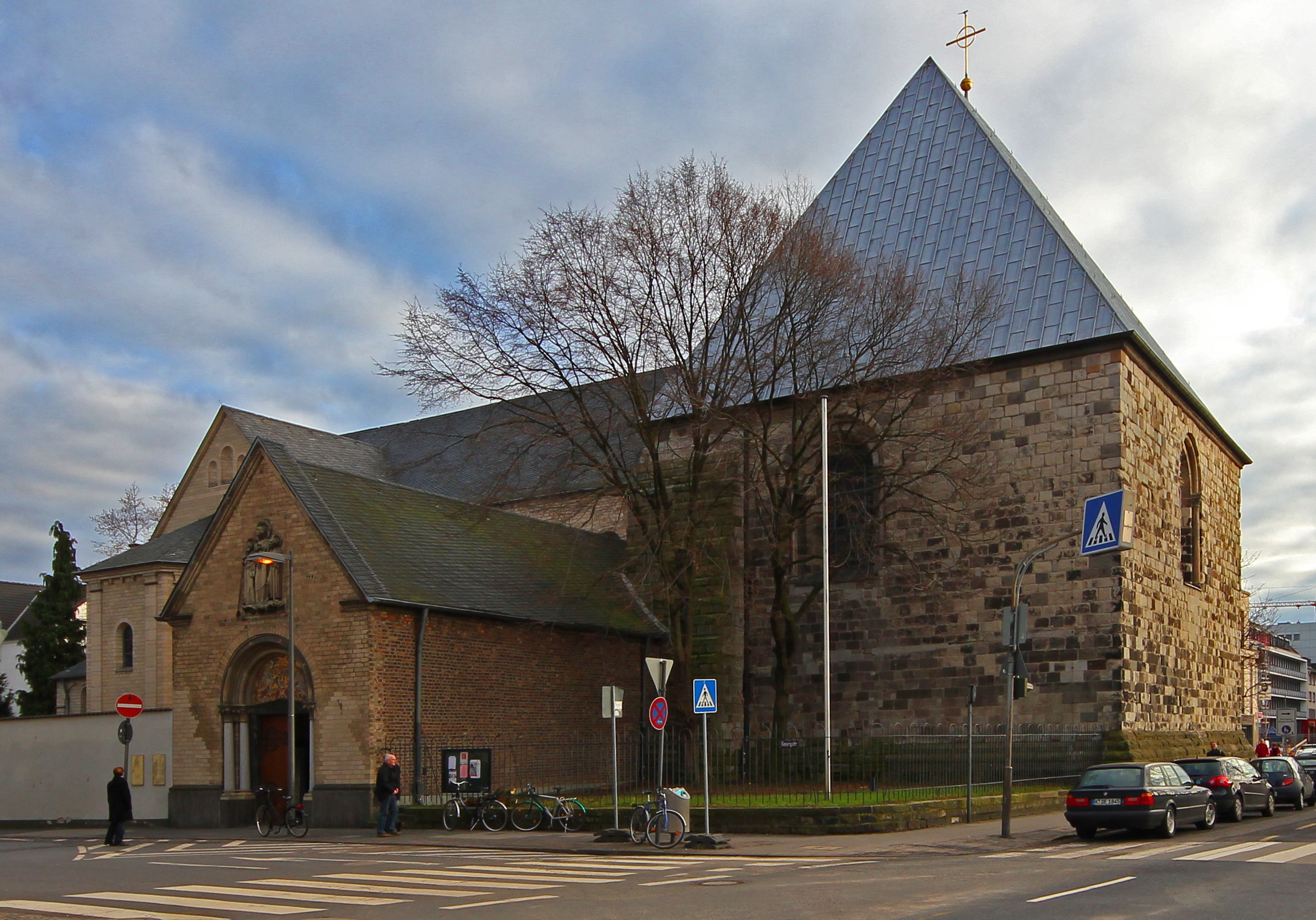
A kölni Szent György-templom

A kölni Szent György-templom egyike a tizenkét nagy kölni román stílusú templomnak. A kanonoki templomot már 1059-ben elkezdték építeni.

## Története
A Szent György-templom helyén a római időkben az őrség épülete volt, mivel ez a hely már a kolónia falain kívülre esett. Innen vigyázták a Bonn és a város déli kapuja közötti forgalmat.
Feltételezhető, hogy még a Merovingok idejében (5-8. század) az őrépület alapjaira Césárius-oratórium épült, amelynek a helyén 1930 óta keresztoltár található.
A 11. században került sor II. Anno (1056 - 1075) érseksége idején egy új háromhajós, keresztházas bazilika építésére. A keresztház mellékhajóinak már boltozata volt, míg a hosszháznak kazettás mennyezete. Az eredeti nyugati szentélyt kb. száz év múlva reprezentatív módon újjáépítették, amelyet azonban nem az eredeti terveknek megfelelően fejeztek be. Ezzel párhuzamoson a főhajó is boltozatot kapott.
Később a reneszánsz korszakában, majd barokk idején többször is átépítették. Az északi előcsarnokot 1551- 1552-ben építették, amely összekötötte a kanonoki templomot a valaha szomszédos Szent Jakab plébániatemplommal. Ezt 1825-ben a György utca kialakításakor lebontották, ekkor lett a Szent György plébániatemplom. A templomot első világháború után a beomlás veszélye fenyegette, ezért 1928 - 1930 között felújították. Az eredeti román kori falszíneket nem állították helyre, hanem a kor elképzeléseinek inkább megfelelve fehérre festették. Ekkor kerülte beépítésre Jan Thorn Prikker színes üvegablaka.
A déli 1536-os reneszánsz előcsarnokot a második világháború bombái pusztították el, és ez nem is lett helyreállítva. A nyugati épületrész egykori barokk teteje helyére szintén csak egy egyszerű tető került.

## Az épület

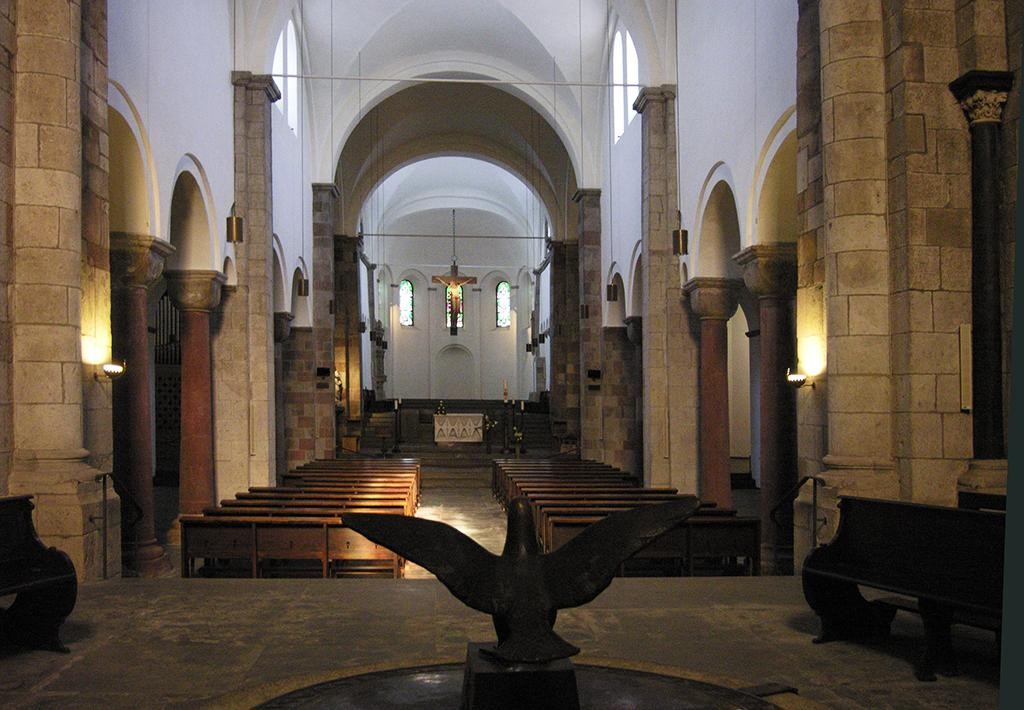
A templombelső az apszisokkal

A kifelé nagyon visszafogott hatást keltő háromhajós román kori Szent György bazilika északi előcsarnokkal és egy négyzet alakú nyugati épületrésszel rendelkezik, amelynek tornya is van. A három hajó keleten három apszissal záródik, a főhajó apszisa ugyanakkor magasabban fekszik mint a rövidre sikerült hosszház. A két kisebb apszis szintén magasabban van és csak egy-egy egészen szűk átjáró van a középső apszishoz. A legtöbb kölni román kori templomnak magas nyugati tornya van, a Szent György tornyára az újjáépítéskor már nem került fel sem a második emelet, sem az 1828-as barokk sisak. Belülről azonban a ma a főoltárt is magába foglaló nyugati épületrész falait erős plasztikusság jellemzi. A nyugati torony boltozata csehboltozat, a főhajóban bordás keresztboltozat a 12. századból, amely összesen négy-négy oszlopon és két-két pilaszteren nyugszik. A keresztboltozat csak a legmagasabb pontján éri el az eredeti kazettás mennyezet magasságát, emiatt a belső tér alacsonyabbnak tűnik, mint amilyen valójában. Az előcsarnokból egy kis temetőudvarra is ki lehet jutni, amely jellegében és hangulatában is egy kerengőre emlékeztet.

## A berendezés
A Szent György templom berendezéséhez tartozik a kórusban felállított György-kereszt, amelynek eredeti torzóját a kölni Schnüttgen-múzeumban őrzik, szintúgy a ifj. Barthel Bruynnak tulajdonított 16. századi oltárképet a déli kereszthajóban. Az oltár jobb szárnyának hátulján a bazilika patrocínusai kerültek ábrázolásra, Szent Cézariusz és Szent György, a középpontban Krisztus siratása áll. A nyugati torony alatt található még ezen kívül egy 14. századi pestis-feszület, valamint egy románkori keresztelőmedence vakárkádokkal a külső felületén.